# Luis Guilherme dos Santos

## Carreira
Luis Guilherme dos Santos, mais conhecido como Robinho, (Rio Claro,15 de abril de 1992) é um jogador de basquetebol. Atualmente joga pelo São José 

## Títulos
São José Basketball
- Vice-campeão do NBB: 2011/12
- Jogos Regionais: 2010 e 2011
- Jogos Abertos do Interior: 2011